# Antoine de Bourgogne (bâtard)
Cet article concerne le fils bâtard de Philippe III, duc de Bourgogne. Pour le duc de Brabant de ce nom, voir Antoine de Brabant.
Antoine de Bourgogne, dit « le Grand Bâtard de Bourgogne », né vers 1421 et mort le 5 mai 1504, seigneur de Beveren, vicomte d'Aire,  est un fils naturel du duc de Bourgogne Philippe le Bon. 

## Biographie
Antoine est le fils de Philippe le Bon (Philippe III de Bourgogne, 1396-1467), duc de Bourgogne et souverain des Pays-Bas bourguignons, et de sa maîtresse Jeanne Lemaire, dite « Jeanne de Presles ».
À la mort de son demi-frère un peu plus âgé Corneille (vers 1420-1452), il reprend son titre de « Grand Bâtard de Bourgogne » (1452). Il reçoit l'ordre de la Toison d'or en 1456.
Antoine devient « roi des archers » en 1463 après avoir remporté le concours de tir annuel de la Guilde de Saint-Sébastien (nl) à Bruges. Selon certains historiens, c'était la raison du tableau de Rogier van der Weyden, dans lequel il tient une flèche, mais il n'y a aucune preuve de cela. Il était également collectionneur et mécène de manuscrits, principalement des meilleurs miniaturistes et copistes.
Il fait partie de la cour de son demi-frère Charles le Téméraire, qui le charge du commandement de ses armées dans ses pays de Bourgogne[pas clair]. 
Fait prisonnier par les Français lors de la bataille de Nancy (janvier 1477), où le duc trouve la mort, le Grand Bâtard entre au service de Louis XI, dont il devient un des conseillers les plus écoutés[réf. nécessaire]. En 1478, le roi lui attribue le comté de Sainte-Menehould, avec Grandpré, Châtillon et Château-Thierry. En 1480, il achète le château de Wakken comme résidence.
Antoine, Grand Bâtard de Bourgogne, est légitimé[pas clair] par Charles VIII en 1485 et le récompense en le faisait chevalier de l’ordre de Saint-Michel.
Résidant à Tournehem, domaine issu de la dot son épouse, situé près de Saint-Omer, il serait mort à Ardres le 5 mai 1504, à l'âge de 83 ans. Il est inhumé à Tournehem.

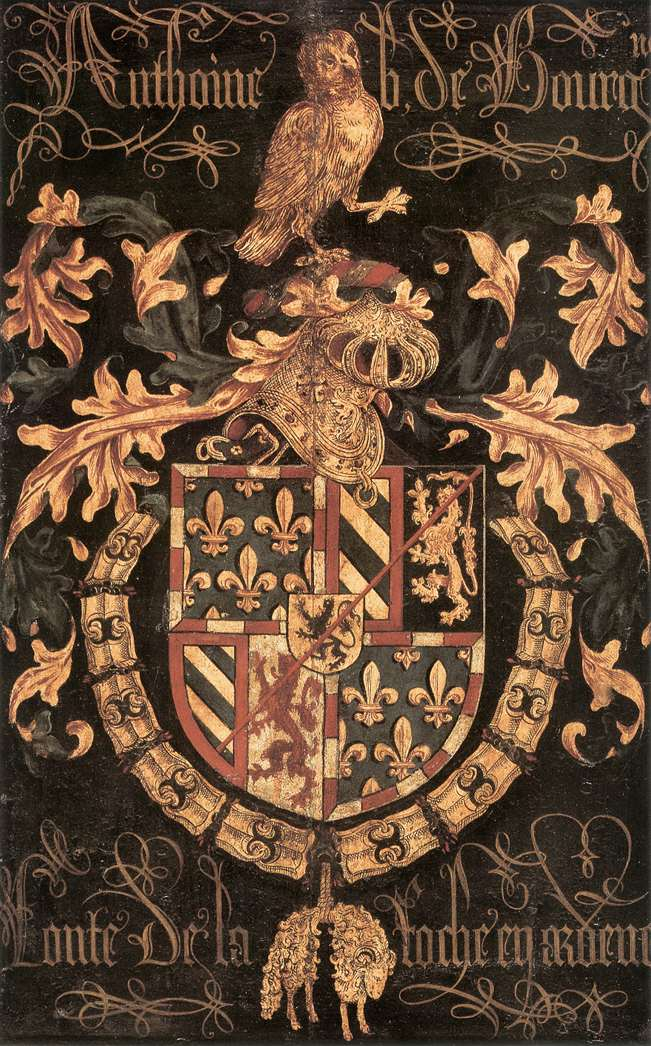
Les armes d'Antoine de Bourgogne peintes par dans Cathédrale Saint-Sauveur de Bruges en 1478.

## Descendance
Antoine de Bourgogne épouse en 1446 Jeanne de La Vieville, dont il a :
- Philippe, seigneur de Beveren ;
- Jeanne (décédée le 9 février 1511), épouse vers 1470 Gaspar de Culemborg, et descendance ;
- Marie, morte jeune ;
- une fille, non identifiée.

Il laisse aussi deux fils naturels, nés de Marie de Braem :
- Antoine, seigneur de Wakken, à l'origine de la branche des comtes de Wakken ;
- Nicolas (mort en 1520), homme d'Église[7].